# Montecorvino Rovella
Montecorvino Rovella este o comună din provincia Salerno, regiunea Campania, Italia, cu o populație de 12.205 de locuitori&#32 (2022);și o suprafață de 42,16 km².

## Demografie
Montecorvino Rovella - evoluția demografică

|  | Graficele sunt indisponibile din cauza unor probleme tehnice. Mai multe informații se găsesc la Phabricator și la wiki-ul MediaWiki. |

Date: Recensăminte sau birourile de statistică - grafică realizată de Wikipedia